# Leonardo Cerini
Visconte Leonardo Cerini (Castellanza, 1º ottobre 1883 – Castellanza, 23 novembre 1964) è stato un chimico italiano.

## Biografia
Figlio di un imprenditore tessile, Cerini si laureò in chimica a Genova nel 1906. Durante gli anni di università fece pratica, come volontario, in una fabbrica di materie coloranti in Germania; in seguito proseguì la propria attività presso lo stabilimento paterno in Castellanza.
Nel 1925, nell'azienda a suo nome, intraprese studi sulla rigenerazione della soda residuata nelle fabbriche di
viscosa; il problema era di grande interesse economico per gli ingenti quantitativi di soda che andavano dispersi nel processo produttivo allora in uso. Nel 1926 Cerini brevettò il dializzatore Cerini che costituì una importante novità dato che con il nuovo processo si recuperava il 90% della soda presente nel residuo di lavorazione della viscosa. Ancora oggi il procedimento della dialisi viene utilizzato per la produzione di rayon.
Nel 1930, con l'appoggio di Riccardo Gualino, costituì in compartecipazione con la SNIA Viscosa la Soc. SIRSI (Società Italiana Recupero Soluzioni Impure) per lo sfruttamento anche all'estero del proprio brevetto. Tale società, della quale Cerini fu presidente (oggi Sirsi Metallisator) è un'azienda meccanica tuttora attiva a livello mondiale nella produzione di impianti di sabbiatura e granigliatura e di valvole antiacide a pinza e a membrana. Nel 1930 Cerini installò il primo impianto in Italia per la produzione del ghiaccio secco (anidride carbonica solida), ampiamente utilizzato nell'industria del freddo.
Nei primi anni Trenta studiò un procedimento per la cotonizzazione della canapa, allo scopo di risolvere un problema di interesse nazionale, nella particolare contingenza di autarchia. Al primo impianto nello stabilimento di Castellanza, la cui produzione venne avviata nel 1934; fece seguito, sotto le direttive dell'Istituto Cotoniero e della Federcanapa, la costruzione di un grande impianto in provincia di Ferrara per la Società Fibra Nazionale Cafioc.
Nel 1945, per la riconversione dell'impianto di cotonizzazione della canapa, iniziò la fabbricazione di Cotoni idrofili e materiali di medicazione : quindi, nel 1947 trasformò l'azienda personale nella società: Manifattura Valle Olona e Immobiliare Umberto. Nel 1950 furono allestiti nuovi impianti di Tintoria di fiocco, Tintoria di tessuti, Finissaggi specializzati. Seguendo gli sviluppi della tecnica nel 1953 Cerini intraprese studi sulle Fibre Impregnate – Tessuti-non-tessuti sviluppando un prodotto denominato Peplos, e venne poi allestito a Castellanza il primo impianto in Italia (preceduto solo negli Stati Uniti e in Germania) per l'applicazione di questa nuova tecnica nel campo dei tessuti e delle resine.
Cerini venne nominato nel 1937 cavaliere ufficiale della Corona d'Italia; Gran Croce Magistrale del Sovrano Militare Ordine di Malta e, il primo dicembre dello stesso anno, visconte con breve apostolico di papa Pio XI in riconoscimento di benemerenze nel campo culturale e della beneficenza. Il titolo venne anche riconosciuto il 12 ottobre 1939 da parte del re Vittorio Emanuele III, con la concessione del predicato “di Castegnate”.
Dal 1939 fu commendatore della Corona d'Italia e infine anche cavaliere del lavoro. Fu presidente del Sindacato Industriali Chimici per la provincia di Varese e produttore del film Piccolo mondo antico insieme al conte Leonardo Bonzi. Finanziò nei primi anni '40 del 1900 la costruzione del campanile della chiesa di San Giulio a Castellanza, che con in suoi 93 metri di altezza è nella lista delle torri e dei castelli più alti d'Italia. Nel secondo dopoguerra fu il primo sindaco di Castellanza dell'italia repubblicana, che gli dedicò poi il nome di una piazza. Morì il 23 novembre 1964.